# خانواده بدون فرزند
خانواده بدون فرزند به زوجی گفته می‌شود که فرزند نداشته باشند. به انگلیسی به این زوج en:DINK گفته می‌شود که مخفف "Dual Income, No Kids" یعنی "خانواده دو نفره بدون فرزند" می‌باشد.
امروزه بسیاری از زوج‌ها ترجیح می‌دهند که دیرتر بچه دار شوند. در هلند از هر ۵ زوج، یک زوج بدون فرزند هستند.

## خانواده بدون فرزند در ایران
بررسی‌های آماری نشان می‌دهد ۱۴ درصد خانواده‌های ایرانی بدون فرزند و ۱۹ درصد فقط دارای یک فرزند بوده‌اند. یعنی در مجموع، ۳۳ درصد به معنی یک سوم خانواده‌ها بدون فرزند یا حداکثر دارای یک فرزند هستند.